# Victor Vignon
Victor Alfred Paul Vignon (Villers-Cotterêts, 25 december 1847 - Meulan, 15 maart 1909) was een Frans kunstschilder en graficus. Hij maakte vooral landschappen in de stijl van het impressionisme.

## Leven en werk
Vignon werd geboren in een welgestelde familie. Zijn moeder Marie-Noémi Cadiot was een bekend beeldhouwster en bezat een hotel, dat in de jaren 1850 gedecoreerd werd door Puvis de Chavannes. Hij werd opgeleid door Camille Corot en Adolphe-Félix Cals. Daarna zou hij vooral werken in de Val-d'Oise, afgewisseld door studiereizen naar Clamart, Bougival, en La Celle-Saint-Cloud. In de jaren 1870 verbleef hij langer periodes in Auvers-sur-Oise en Pontoise, samen met de impressionistische kunstschilders Camille Pissarro, Armand Guillaumin, de jonge Frédéric Cordey en Paul Cézanne. Met name Pissarro zou hem zichtbaar beïnvloeden. Hij schilderde voornamelijk landschappen, ‘en plein-air’, met heldere kleuren en wolkenhemels, klassiek gecomponeerd. Hij maakte ook stillevens. Anders dan zijn collega-impressionisten werkte hij vaak met opvallend scherpe omlijningen.
In 1880 vestigde Vignon zich in Nesles-la-Vallée en korte tijd later te L'Isle-Adam, waar hij Corot weer ontmoette. Hij werkte met Eugène Murer en Auguste Renoir, en sloot vriendschap met Théo en Vincent Van Gogh, en met dokter Paul Gachet, die net als Murer diverse van zijn schilderijen aankocht. Ook kunsthandelaar Pierre-Firmin Martin verwierf enkele van zijn werken. Hij exposeerde op de vijfde, zesde en zevende grote impressionistententoonstelling te Parijs. Tijdens de laatste twee kreeg hij kritiek van Claude Monet, die zich tegen zijn deelname verzette.
Vignon behoorde in de jaren 1870 en 1880 tot de kern van de bekende Franse impressionisten-cirkel. In de jaren 1890 werd hij echter fel aangevallen door de critici Roger Marx en Félix Fénéon, die hem verweten steeds meer te neigen naar de klassieke stijl van de Hollandse meesters. Deze en eerdere kritiek kwam zijn reputatie niet ten goede en steeds vaker werd zijn werk geweigerd op tentoonstellingen, onder andere door de Parijse salon. Dankzij kunstverzamelaar dokter Georges Viau mocht hij nog wel een werk exposeren tijdens de wereldtentoonstelling te Parijs in 1900. Om hem financieel te hulp te komen organiseerden Auguste Renoir en Durand-Ruel in 1903 een overzichtstentoonstelling van zijn werk. Na zijn overlijden organiseerden opnieuw Renoir en Julie Manet-Rouart (dochter van Berthe Morisot) een benefietexpositie voor zijn weduwe.
Vignon overleed in 1909, 62 jaar oud. Zijn naam zou ook na zijn dood nog maar zelden genoemd worden in het bekende rijtje van de grote Franse impressionisten. Niettemin is zijn werk te zien in diverse grote musea, zoals het Louvre (Le Hameau au Printemps ) en het Musée d'Orsay (Vue Auvers, Chemin des Frileuses à Évecquemont). Zijn werk is ook zeer gewild bij verzamelaars en bevindt zich vaak in particuliere collecties.

## Galerij

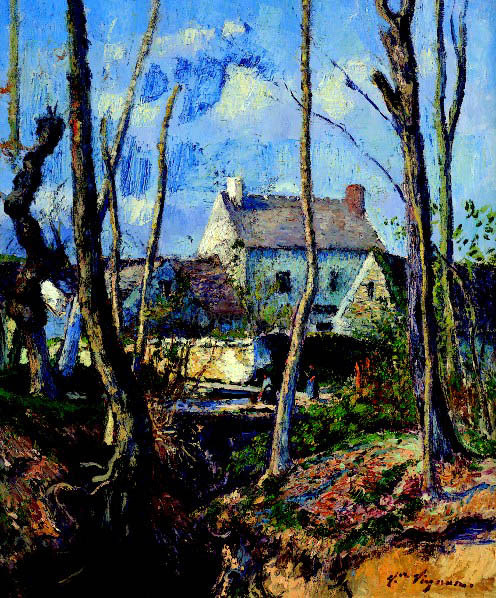
Le Hameau en Hiver
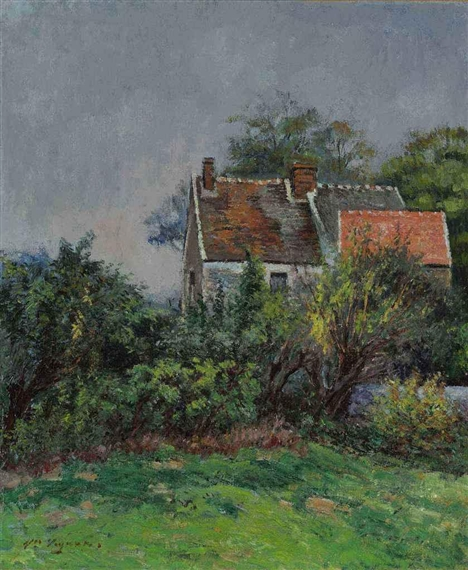
La Maison de Campagne
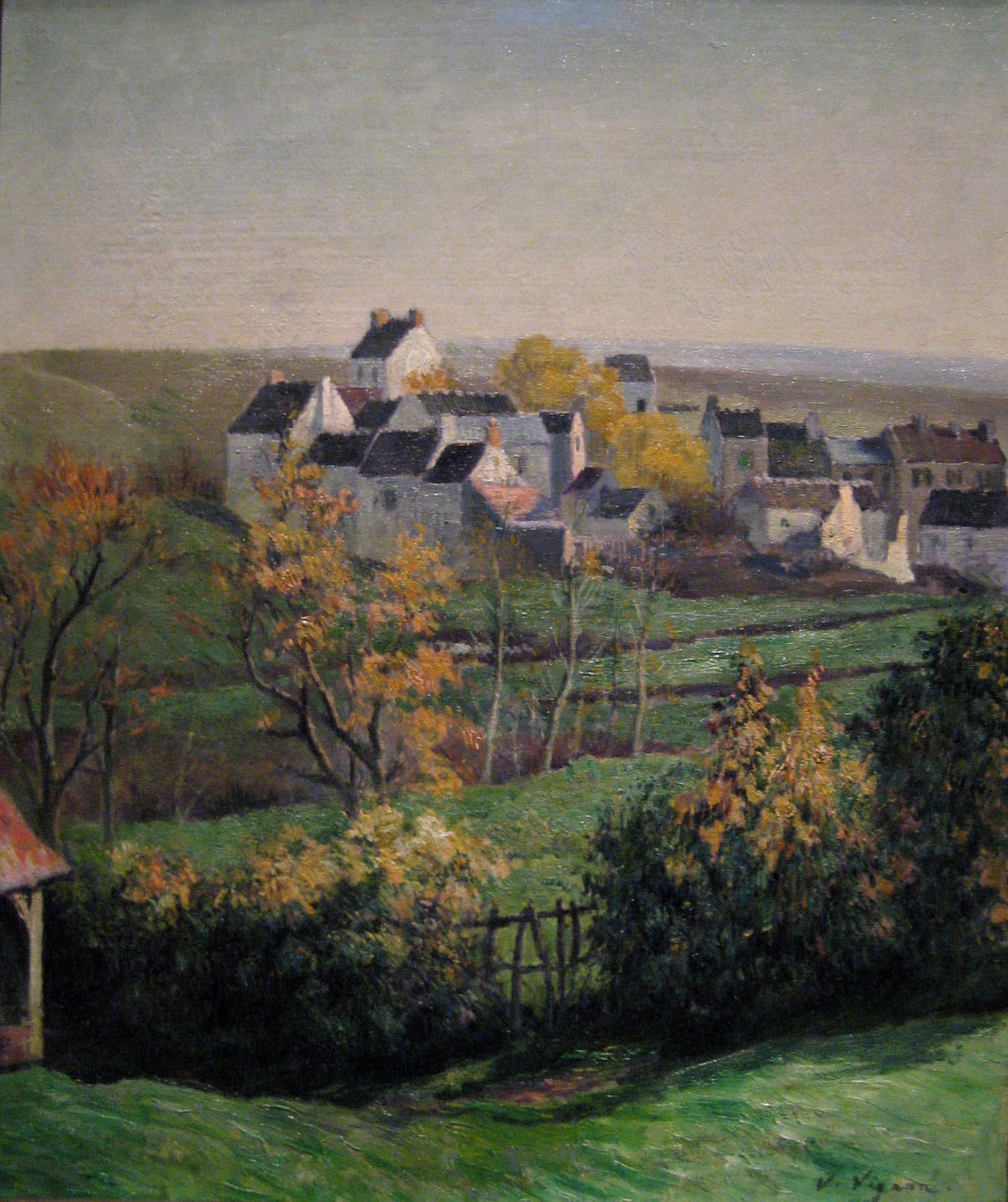
Village à Normandy
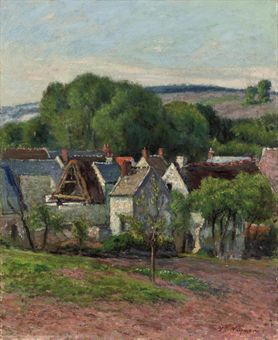
L'Hameau
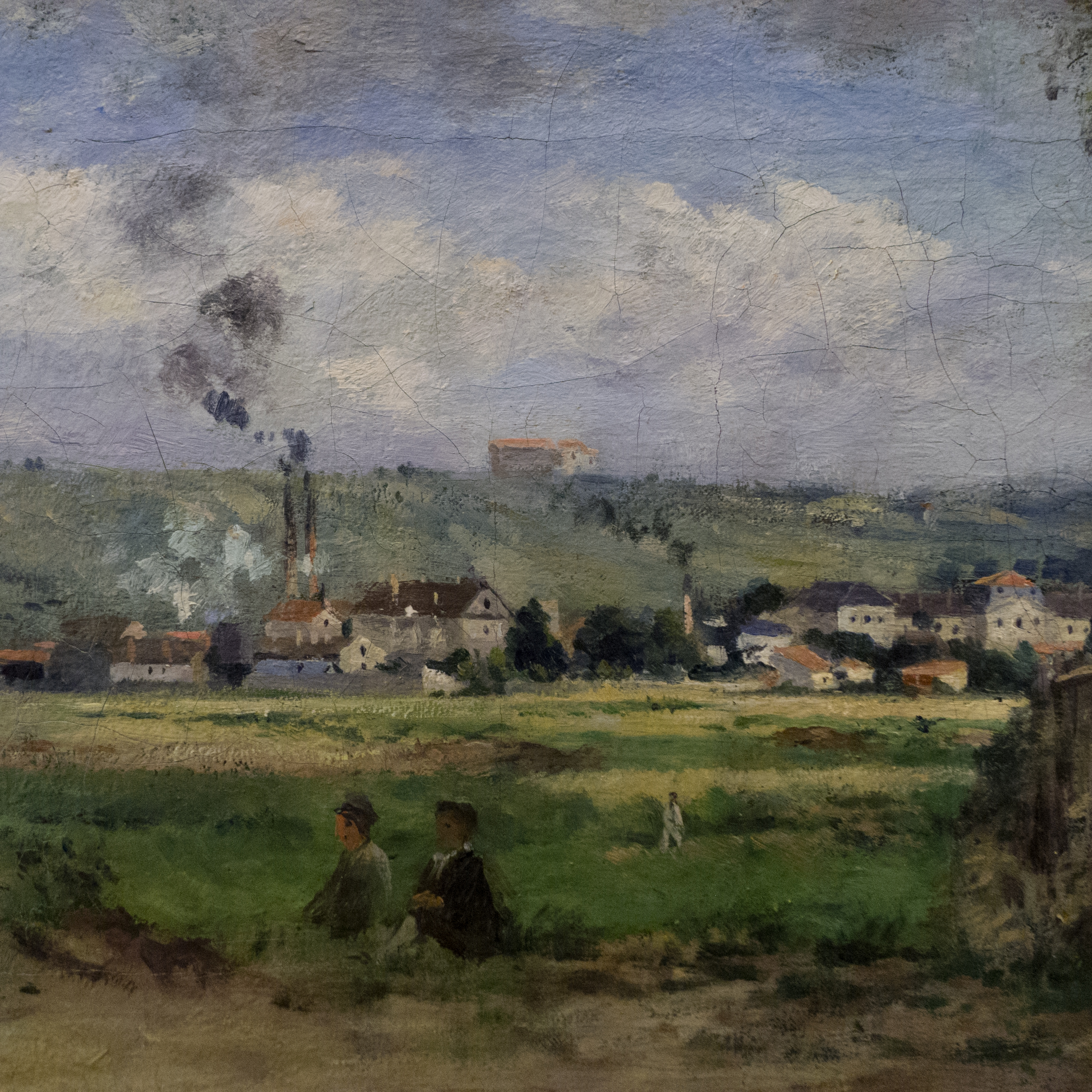
Les Usines de Nanterre
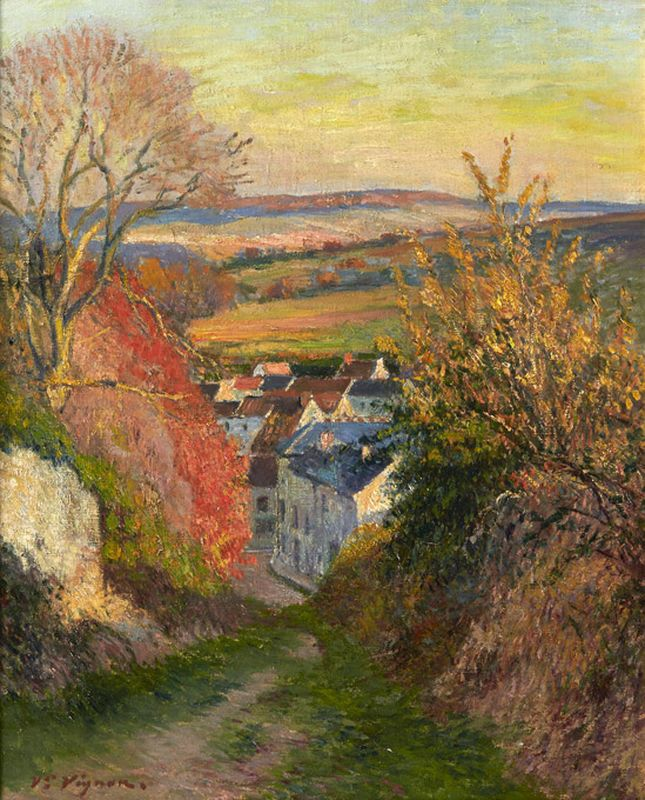
L'entrée du village
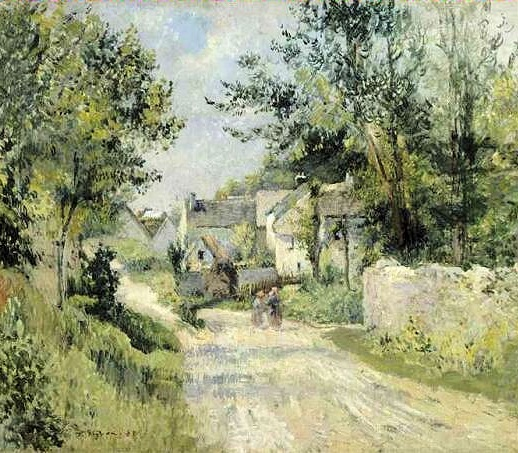
Hameau du Valhermeil
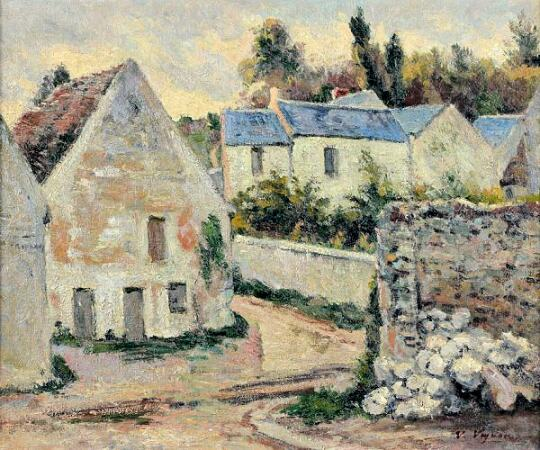
Rue Remi à Auvers-sur-Oise
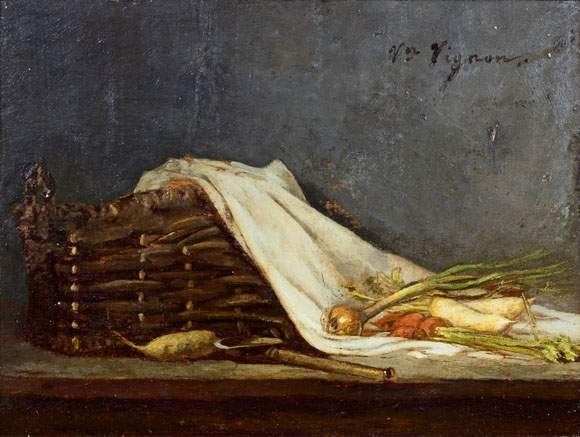
Nature Morte aux Carottes en aux Onions
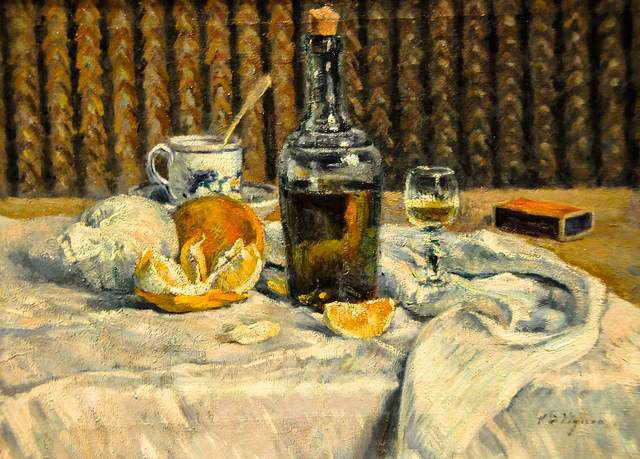
Nature Morte aux Oranges